# Deget
Deget är en ö utanför Frederikshavn i Danmark.   Den ligger i Region Nordjylland, i den norra delen av landet, 230 km nordväst om Köpenhamn. Ön räknas som en del av Hirsholmarna.